# Sonny Bono
Pour les articles homonymes, voir Bono (homonymie).
Salvatore Phillip Bono, dit Sonny Bono, né le 16 février 1935 à Détroit (Michigan) et mort le 5 janvier 1998 à South Lake Tahoe (Californie) des suites d'un accident de ski, est un chanteur (il forme le duo Sonny and Cher avec Cher), acteur et homme politique américain membre du Parti républicain.

## Biographie

### Carrière artistique
Seul fils de Jean et Santo Bono, un couple d'immigrants italiens, le jeune Salvatore a deux sœurs ainées, Fran et Betty.
Il abandonne des études de médecine pour entrer, en 1957, chez Specialty en tant qu'auteur, producteur, attaché de presse et chanteur. Il enregistre plusieurs titres sous le nom de Don Christy, puis de Ronny Sommers. Il passe ensuite au service de Phil Spector comme homme à tout faire. Il écrit avec Jack Nitzsche le titre Needles and Pins, enregistré par Jackie DeShannon et The Searchers.
Avec sa femme la chanteuse Cher, choriste chez Spector, il forme, dans les années 1960, le duo Sonny & Cher, qui connaît le succès avec les tubes I Got You Babe ou The Beat Goes On notamment. En parallèle, il dirige aussi la carrière solo de Cher et écrit plusieurs chansons pour elle dont les plus connues sont Bang Bang (My Baby Shot Me Down) et You Better Sit Down Kids. Le couple anime aussi une émission télévisée dans les années 1970 puis se sépare en 1975.
En 1982, Sonny Bono apparaît dans Y a-t-il enfin un pilote dans l'avion ?. Il y joue un dépressif souffrant d'impuissance sexuelle transportant une bombe dans sa valise. Il apparaît en invité dans des séries télévisées, comme dans le 4e épisode de la 3e saison de L'Homme qui valait trois milliards.
Il était également le parrain d'Anthony Kiedis, chanteur des Red Hot Chili Peppers.
Sonny Bono est cité comme connaissance de la victime dans l'épisode En grandes pompes de la série policière Columbo, tourné en 1997, peu de temps avant sa mort.

### Carrière politique
Sonny devient alors acteur dans les années 1980 ainsi que scientologue, il essaie ensuite d'ouvrir un restaurant, et c'est face à la rigidité de l'administration qu'il décide d'entrer en politique avec succès puisqu'il est élu maire de Palm Springs.
Rattaché au Parti républicain, il est élu en 1994 à la Chambre des représentants. Il le reste jusqu'à sa mort en 1998 d'un accident de ski. À titre posthume et en hommage à sa forte implication, puis à celle de sa veuve Mary Bono (en), la loi américaine d'extension du terme des droits d'auteur est aussi appelée Sonny Bono Copyright Term Extension Act.
Cher chante The Beat Goes On à ses funérailles.

## Discographie de Sonny and Cher

### Albums
- 1964 - Baby Don't Go (États-Unis #69)
- 1965 - Look at Us (Royaume-Uni #7 US#2)
- 1966 - The Wonderous World of Sonny and Cher (Royaume-Uni #15 US#34)
- 1967 - In Case You're in Love (États-Unis #45)
- 1967 - Good Times (États-Unis #73)
- 1967 - The Best of Sonny and Cher (États-Unis #23)
- 1971 - Sonny and Cher Live (États-Unis #35)
- 1972 - All I Ever Need Is You (États-Unis #14)
- 1972 - The Best of Sonny and Cher
- 1972 - The Two of Us
- 1973 - Live in Las Vegas Vol. 2
- 1974 - Mama Was a Rock & Roll Singer and Papa Used to Write All Her Songs
- 1975 - Greatest Hits

### Singles
- 1965 - I Got You Babe (Royaume-Uni #1 États-Unis #1 (3 semaines))
- 1965 - Baby Don't Go (Royaume-Uni #11 États-Unis #7)
- 1965 - But Your Mine (Royaume-Uni #17)
- 1966 - Have I Stayed Too Long (Royaume-Uni #42)
- 1966 - Little Man (Royaume-Uni #4)
- 1966 - Living For You (Royaume-Uni #44)
- 1967 - The Beat Goes On (Royaume-Uni #29 US#6)
- 1972 - All I Ever Need Is You (Royaume-Uni #8 US#3)
- 1993 - I Got You Babe (re-sortie) (Royaume-Uni #66)

## Filmographie

### Acteur

#### Télévision
- 1975 : L'Homme qui valait trois milliards : John Perry (saison 3 épisode 4 : Espionnage en musique
- 1978 : L'Ile fantastique : Ted Cavanaugh (saison 2)
- 1979 : Bons baisers d'Athènes : Bruno Rotelli
- 1979: La Croisière s'amuse (Saison 2 Ep 25) : Monsieur Dark

#### Cinéma
- 1967 : Good Times (en) : Sony. Film réalisé par William Friedkin
- 1982 : Y a-t-il enfin un pilote dans l'avion ? : Joe Seluchi, le passager à la bombe